# Onze d'Or
De Onze d'or is een voetbalprijs voor de beste speler die actief is in Europa. De prijs wordt sinds 1976 elk jaar uitgereikt door het tijdschrift Onze Mondial. De winnaars worden bepaald door de lezers van het tijdschrift.
Sinds 1991 is er ook een prijs gecreëerd voor de beste trainer die actief is bij een Europese club. Tot 2009 werd de prijs uitgereikt in december, daarna werd besloten om dit moment te verplaatsen naar juni. Daarom heeft de prijsuitreiking in 2010 niet plaatsgevonden.

## Beste spelers
| Jaar | Gouden Onze           | Zilveren Onze        | Bronzen Onze          |
| ---- | --------------------- | -------------------- | --------------------- |
| 1976 | Rob Rensenbrink       | Kevin Keegan         | Dominique Rocheteau   |
| 1977 | Kevin Keegan          | Michel Platini       | Allan Simonsen        |
| 1978 | Mario Kempes          | Hans Krankl          | Rob Rensenbrink       |
| 1979 | Kevin Keegan          | Trevor Francis       | Rob Rensenbrink       |
| 1980 | Karl-Heinz Rummenigge | Kevin Keegan         | Horst Hrubesch        |
| 1981 | Karl-Heinz Rummenigge | Paul Breitner        | Jan Ceulemans         |
| 1982 | Paolo Rossi           | Alain Giresse        | Falcão                |
| 1983 | Michel Platini        | Falcão               | Karl-Heinz Rummenigge |
| 1984 | Michel Platini        | Jean Tigana          | Preben Elkjær Larsen  |
| 1985 | Michel Platini        | Preben Elkjær Larsen | Diego Maradona        |
| 1986 | Diego Maradona        | Manuel Amoros        | Gary Lineker          |
| 1987 | Diego Maradona        | Marco van Basten     | Jean Tigana           |
| 1988 | Marco van Basten      | Ruud Gullit          | Diego Maradona        |
| 1989 | Marco van Basten      | Ruud Gullit          | Jean-Pierre Papin     |
| 1990 | Lothar Matthäus       | Salvatore Schillaci  | Jean-Pierre Papin     |
| 1991 | Jean-Pierre Papin     | Chris Waddle         | Lothar Matthäus       |
| 1992 | Christo Stoitsjkov    | Marco van Basten     | Jean-Pierre Papin     |
| 1993 | Roberto Baggio        | Alen Bokšić          | Romario               |
| 1994 | Romario               | Christo Stoitsjkov   | Roberto Baggio        |
| 1995 | George Weah           | Roberto Baggio       | Paolo Maldini         |
| 1996 | Éric Cantona          | George Weah          | Matthias Sammer       |
| 1997 | Ronaldo               | Zinédine Zidane      | Marco Simone          |
| 1998 | Zinédine Zidane       | Fabien Barthez       | Emmanuel Petit        |
| 1999 | Rivaldo               | David Beckham        | Zinédine Zidane       |
| 2000 | Zinédine Zidane       | Luís Figo            | Thierry Henry         |
| 2001 | Zinédine Zidane       | Michael Owen         | Robert Pirès          |
| 2002 | Ronaldo               | Zinédine Zidane      | Ronaldinho            |
| 2003 | Thierry Henry         | Zinédine Zidane      | David Beckham         |
| 2004 | Didier Drogba         | Thierry Henry        | Ronaldinho            |
| 2005 | Ronaldinho            | Steven Gerrard       | Thierry Henry         |
| 2006 | Thierry Henry         | Ronaldinho           | Franck Ribéry         |
| 2007 | Kaká                  | Cristiano Ronaldo    | Didier Drogba         |
| 2008 | Cristiano Ronaldo     | Lionel Messi         | Franck Ribéry         |
| 2009 | Lionel Messi          | Cristiano Ronaldo    | Andrés Iniesta        |
| 2011 | Lionel Messi          | Andrés Iniesta       | Cristiano Ronaldo     |
| 2012 | Lionel Messi          | Cristiano Ronaldo    | Radamel Falcao        |
| 2017 | Cristiano Ronaldo     | Lionel Messi         | Antoine Griezmann     |
| 2018 | Lionel Messi          | Mohamed Salah        | Cristiano Ronaldo     |
| 2019 | Sadio Mané            | Lionel Messi         | Kylian Mbappé         |
| 2021 | Karim Benzema         | Lionel Messi         | Robert Lewandowski    |
| 2022 | Karim Benzema         | Sadio Mané           | Robert Lewandowski    |

## Beste trainers
| Jaar | Gouden Onze      |
| ---- | ---------------- |
| 1991 | Raymond Goethals |
| 1992 | Johan Cruijff    |
| 1993 | Raymond Goethals |
| 1994 | Johan Cruijff    |
| 1995 | Louis van Gaal   |
| 1996 | Guy Roux         |
| 1997 | Marcello Lippi   |
| 1998 | Arsène Wenger    |
| 1999 | Alex Ferguson    |
| 2000 | Arsène Wenger    |
| 2001 | Gérard Houllier  |
| 2002 | Arsène Wenger    |
| 2003 | Arsène Wenger    |
| 2004 | Arsène Wenger    |
| 2005 | José Mourinho    |
| 2006 | Frank Rijkaard   |
| 2007 | Alex Ferguson    |
| 2008 | Alex Ferguson    |
| 2009 | Josep Guardiola  |
| 2011 | Josep Guardiola  |
| 2012 | Josep Guardiola  |
| 2017 | Zinédine Zidane  |
| 2018 | Zinédine Zidane  |
| 2019 | Jürgen Klopp     |
| 2021 | Zinedine Zidane  |
| 2022 | Carlo Ancelotti  |